# CZ 700
CZ 700 je snajper ili lovačka puška dizajnirana i proizveden u Češkoj od tvrtke "Česká Zbrojovka Uherský Brod (CZ)".
Trenutno se zamjenjuje modelom CZ 750. Model CZ 700M1 je znatno lakši i kraći od standardnog modela.

## Vanjske poveznice
- Stranica World Guns (engl.)
- Official page for replacement CZ 750  Arhivirana inačica izvorne stranice od 1. veljače 2010. (Wayback Machine) (engl.)